# Olimp w ogniu
Olimp w ogniu (ang. Olympus Has Fallen) – amerykański film akcji z gatunku thriller z 2013 roku w reżyserii Antoine’a Fuqui. Wyprodukowany przez FilmDistrict. W filmie występują Gerard Butler, Aaron Eckhart i Morgan Freeman.
Światowa premiera filmu miała miejsce 20 marca 2013 roku, natomiast w Polsce 26 kwietnia 2013 roku.

## Fabuła
Mike Banning (Gerard Butler), ochroniarz prezydenta Stanów Zjednoczonych Benjamina Ashera (Aaron Eckhart), jest w bliskich relacjach z jego rodziną. Pewnego dnia po oficjalnym spotkaniu rządowa limuzyna ma wypadek, w którym ginie pierwsza dama. Półtora roku później zdegradowany Mike pracuje jako urzędnik w ministerstwie skarbu. Wciąż wini się za śmierć Margaret Asher (Ashley Judd). Ma szansę znów wrócić do służby, kiedy koreańscy terroryści opanowują Biały Dom i biorą zakładników. Są wśród nich także Benjamin Asher i składający mu oficjalną wizytę premier Korei Południowej. Bandyci stawiają kolejne żądania i zaczynają zabijać zakładników, by wymusić na rządzie ich spełnienie. Banning wkracza do akcji już podczas ataku na Biały Dom i jest jedyną osobą, która może uratować życie prezydenta, a Stany Zjednoczone przed nuklearną zagładą.

## Obsada
- Gerard Butler jako Mike Banning
- Aaron Eckhart jako prezydent Benjamin Asher
- Finley Jacobsen jako Connor Asher
- Dylan McDermott jako Dave Forbes
- Rick Yune jako Kang Yeonsak
- Morgan Freeman jako przewodniczący Izby Reprezentantów Allan Trumbull
- Angela Bassett jako Lynne Jacobs
- Melissa Leo jako  Ruth McMillan
- Radha Mitchell jako Leah Banning[3]
- Cole Hauser jako agent Roma
- Phil Austin jako wiceprezydent Charlie Rodriguez
- James Ingersoll jako admirał Nathan Hoenig
- Freddy Bosche jako Diaz
- Lance Broadway jako O’Neil[4]
- Ashley Judd jako Margaret Asher
- Tory Kittles jako Jones

i inni.